# 绍尔涅
绍尔涅（法語：Chaulgnes，法語發音：[ʃolɲ]）是法国涅夫勒省的一个市镇，属于卢瓦尔河畔科讷库尔区。

## 地理
绍尔涅（47°7'46"N, 3°6'13"E）面积25.1 平方千米，位于法国勃艮第-弗朗什-孔泰大區涅夫勒省，该省份为法国中部省份，北至约讷省，西北接卢瓦雷省，西接谢尔省，南至阿列省，东南接索恩-卢瓦尔省，东临科多尔省。
与绍尔涅接壤的市镇（或旧市镇、城区）包括：拉沃、普格莱索、尚武、卢瓦尔河畔热尔米尼、帕里尼莱沃、圣欧班莱福日、特龙桑日。

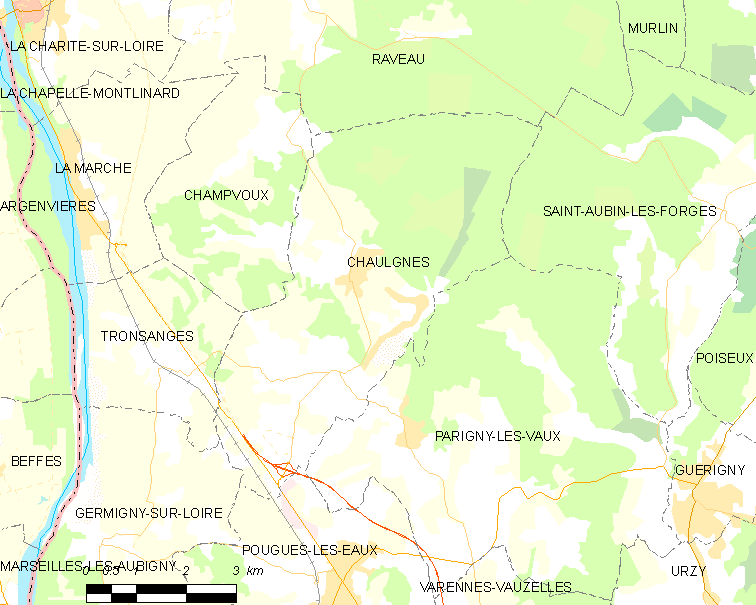
绍尔涅的OSM定位图

绍尔涅的时区为UTC+01:00、UTC+02:00（夏令时）。

## 行政
绍尔涅的邮政编码为58400，INSEE市镇编码为58067。

## 政治
绍尔涅所属的省级选区为卢瓦尔河畔拉沙里泰县。

## 人口

1962-2008年间绍尔涅人口变化图示

绍尔涅于2022年1月1日时的人口数量为1503人。